# Censo dos Estados Unidos de 1790
O Censo dos Estados Unidos de 1790 foi o primeiro recenseamento feito no Estados Unidos. Ele registrou a população residente nos Estados Unidos em 3.929.214.
Os dados foram coletados em todos os treze estados (Connecticut, Delaware, Geórgia, Maryland, Massachusetts, Nova Hampshire, Nova Jérsia, Nova Iorque, Carolina do Norte, Pensilvânia, Rhode Island, Carolina do Sul, e Virgínia) e nos territórios que se tornariam Vermont, Kentucky, Tennessee, e Maine. 
Os registros de muitos estados foram perdidos em algum momento entre 1790 e 1830.

## População por estado
| Ranking | Estado            | População |
| ------- | ----------------- | --------- |
| 01      | Virgínia          | 747,610   |
| 02      | Pensilvânia       | 434,373   |
| 03      | Carolina do Norte | 393,751   |
| 04      | Massachusetts     | 378,787   |
| 05      | Nova Iorque       | 340,120   |
| 06      | Maryland          | 319,728   |
| 07      | Carolina do Sul   | 249,073   |
| 08      | Connecticut       | 237,946   |
| 09      | Nova Jérsia       | 184,139   |
| 10      | Nova Hampshire    | 141,885   |
| X       | Maine             | 96,540    |
| X       | Vermont           | 85,539    |
| 11      | Geórgia           | 82,548    |
| X       | Kentucky          | 73,677    |
| 12      | Rhode Island      | 68,825    |
| 13      | Delaware          | 59,094    |
| X       | Tennessee         | 35.691    |

## População por cidade
| Ranking | Cidade             | Estado          | População | Região   |
| ------- | ------------------ | --------------- | --------- | -------- |
| 01      | Nova Iorque        | Nova Iorque     | 33,131    | Nordeste |
| 02      | Filadélfia         | Pensilvânia     | 28,522    | Nordeste |
| 03      | Boston             | Massachusetts   | 18,320    | Nordeste |
| 04      | Charleston         | Carolina do Sul | 16,359    | Sul      |
| 05      | Baltimore          | Maryland        | 13,503    | Sul      |
| 06      | Northern Liberties | Pensilvânia     | 9,913     | Nordeste |
| 07      | Salem              | Massachusetts   | 7,921     | Nordeste |
| 08      | Newport            | Rhode Island    | 6,716     | Nordeste |
| 09      | Providence         | Rhode Island    | 6,380     | Nordeste |
| 10      | Marblehead         | Massachusetts   | 5,661     | Nordeste |
| 11      | Southwark          | Pensilvânia     | 5,661     | Nordeste |
| 12      | Gloucester         | Massachusetts   | 5,317     | Nordeste |
| 13      | Newburyport        | Massachusetts   | 4,837     | Nordeste |
| 14      | Portsmouth         | Nova Hampshire  | 4,720     | Nordeste |
| 15      | Sherburne          | Massachusetts   | 4,555     | Nordeste |
| 16      | Middleborough      | Massachusetts   | 4,526     | Nordeste |
| 17      | New Haven          | Connecticut     | 4,487     | Nordeste |
| 18      | Taunton            | Massachusetts   | 3,804     | Nordeste |
| 19      | Richmond           | Virgínia        | 3,761     | Sul      |
| 20      | Albany             | Nova Iorque     | 3,498     | Nordeste |
| 21      | New Bedford        | Massachusetts   | 3,313     | Nordeste |
| 22      | Beverly            | Massachusetts   | 3,290     | Nordeste |
| 23      | Plymouth           | Massachusetts   | 2,995     | Nordeste |
| 24      | Norfolk            | Virgínia        | 2,959     | Sul      |
| 25      | Rochester          | Nova Hampshire  | 2,857     | Nordeste |
| 26      | Petersburg         | Virgínia        | 2,828     | Sul      |
| 27      | Alexandria         | Virgínia        | 2,748     | Sul      |
| 28      | Hartford           | Connecticut     | 2,683     | Nordeste |
| 29      | Londonderry        | Nova Hampshire  | 2,622     | Nordeste |
| 30      | Gilmanton          | Nova Hampshire  | 2,613     | Nordeste |
| 31      | Hudson             | Nova Iorque     | 2,584     | Nordeste |